# Municipio de Hume (Míchigan)
El municipio de Hume (en inglés: Hume Township) es un municipio ubicado en el condado de Huron en el estado estadounidense de Míchigan. En el año 2010 tenía una población de 749 habitantes y una densidad poblacional de 8,21 personas por km².

## Geografía
El municipio de Hume se encuentra ubicado en las coordenadas 43°58′39″N 83°3′43″O / 43.97750, -83.06194. Según la Oficina del Censo de los Estados Unidos, el municipio tiene una superficie total de 91.28 km², de la cual 77,18 km² corresponden a tierra firme y (15,45 %) 14,1 km² es agua.

## Demografía
Según el censo de 2010, había 749 personas residiendo en el municipio de Hume. La densidad de población era de 8,21 hab./km². De los 749 habitantes, el municipio de Hume estaba compuesto por el 99,47 % blancos, el 0,4 % eran afroamericanos, el 0,13 % eran amerindios. Del total de la población el 1,47 % eran hispanos o latinos de cualquier raza.